# Challonges
Challonges ist eine französische Gemeinde im Département Haute-Savoie in der Region Auvergne-Rhône-Alpes.

## Geographie
Challonges liegt auf 471 m, in der Nähe von Bellegarde-sur-Valserine, etwa 26 Kilometer westnordwestlich der Stadt Annecy (Luftlinie). Das Bauerndorf erstreckt sich an aussichtsreicher Lage am südlichen Rand eines Hochplateaus, das sich zwischen dem Taleinschnitt der Rhone östlich des Juras und dem Vallée des Usses ausbreitet, im Genevois.
Die Fläche des 7,90 km² großen Gemeindegebiets umfasst einen Abschnitt des westlichen Genevois. Die westliche Grenze bildet die Rhône, die hier in einem rund 150 m tief in die umgebenden Plateaus eingesenkten Tal von Norden nach Süden fließt. Vom Flusslauf erstreckt sich das Gemeindeareal über einen steilen bewaldeten Hang auf das östlich angrenzende Hochplateau von Challonges, das durch mehrere kurze Erosionstäler, welche sich zur Rhône hin öffnen, untergliedert ist. Im Waldgebiet am Rand des Bois du Clos wird mit 534 m die höchste Erhebung von Challonges erreicht. Im Osten verläuft die Grenze entlang der Godette (Seitenbach der Usses).
Zu Challonges gehören neben dem eigentlichen Ortskern auch mehrere Weilersiedlungen und Gehöfte, darunter: 
- Buyet (460 m) auf dem Plateau südlich von Challonges
- Lovéry (430 m) im Tälchen des Godette

Nachbargemeinden von Challonges sind Franclens und Chêne-en-Semine im Norden, Usinens im Osten, Bassy im Süden sowie Chanay und Surjoux im Westen.

## Geschichte
Das Gemeindegebiet von Challonges war schon sehr früh besiedelt. Bei Ausgrabungen wurden Fundamente einer römischen Villa gefunden. Im Mittelalter war Challonges Mittelpunkt einer kleinen Herrschaft.

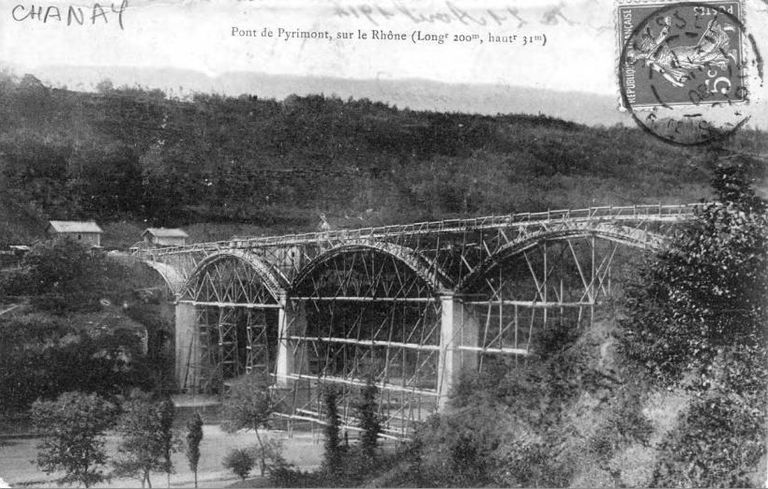
Ehemalige Rhônebrücke zwischen Challonges und Pyrimont

Mit dem Zweck, die wirtschaftlichen Beziehungen zwischen den Départements Ain und Haute-Savoie zu fördern, wurde 1907 eine neue Straßenbrücke über die Rhône errichtet, die pont de Pyrimont, die Challonges mit Pyrimont verband, einem Weiler von Chanay mit Halt an der Bahnstrecke Lyon–Genève. Diese Brücke war etwa 200 Meter lang und führte in 48 Meter Höhe über den Fluss. Sie wurde 1940 während des Zweiten Weltkriegs von französischen Soldaten vor den anrückenden Deutschen gesprengt und nicht wieder aufgebaut. Stattdessen errichtete man etwa einen Kilometer flussaufwärts Anfang der 1950er Jahre eine provisorische Ersatzbrücke aus Teilen einer zuvor in Bellegarde-sur-Valserine verwendeten militärischen Behelfsbrücke. Dieselbe Brücke mit Pfeilern und Tragwerken aus Stahlstreben stellt auch heute noch die Verbindung zwischen Challonges und Surjoux auf der anderen Rhôneseite her.

## Sehenswürdigkeiten
Die Dorfkirche stammt aus dem 19. Jahrhundert und zeigt Stilformen der Neugotik. Vom ehemaligen Schloss Châtelard-en-Semine sind Ruinen erhalten.

## Bevölkerungsentwicklung
| Jahr                       | 1962 | 1968 | 1975 | 1982 | 1990 | 1999 | 2006 |
| Einwohner                  | 390  | 376  | 302  | 273  | 292  | 337  | 421  |
| Quellen: Cassini und INSEE |      |      |      |      |      |      |      |

Mit 589 Einwohnern (Stand 1. Januar 2022) gehört Challonges zu den kleinen Gemeinden des Département Haute-Savoie. Nach einem Rückgang wurde seit Mitte der 1980er Jahre wieder eine Bevölkerungszunahme verzeichnet. Außerhalb des alten Ortskerns wurden dank der schönen Wohnlage zahlreiche Einfamilienhäuser gebaut.

## Wirtschaft und Infrastruktur
Challonges ist noch heute ein vorwiegend durch die Landwirtschaft geprägtes Dorf. Challonges liegt in der Weinbauregion Savoie. Weißweine aus der Rebsorte Altesse (lokal Roussette genannt) dürfen unter der geschützten Herkunftsbezeichnung Roussette de Savoie vermarktet werden. Für Weißweine anderer Rebsorten sowie Rotweine gilt die AOC Vin de Savoie.
Daneben gibt es einige Betriebe des lokalen Kleingewerbes. Zahlreiche Erwerbstätige sind Pendler, die in den größeren Ortschaften der Umgebung, insbesondere in Bellegarde-sur-Valserine ihrer Arbeit nachgehen.
Die Ortschaft ist verkehrsmäßig recht gut erschlossen. Sie liegt an einer Departementsstraße, die von Clarafond-Arcine nach Seyssel führt. Weitere Straßenverbindungen bestehen mit Usinens und über die Behelfsbrücke mit Surjoux auf der anderen Rhôneseite. Der nächste Anschluss an die Autobahn A40 befindet sich in einer Entfernung von rund 7 km.